# Garcinia cerasifer
Garcinia cerasifer là một loài thực vật có hoa trong họ Bứa. Loài này được (H.Perrier) P.F.Stevens mô tả khoa học đầu tiên năm 2005.